# جيرالد أوسوليفان
جيرالد أوسوليفان (بالإنجليزية: Gerald O'Sullivan)‏ هو قاضي أسترالي، ولد في 13 أكتوبر 1891، وتوفي في 11 سبتمبر 1960.